# Carcaixent
Carcaixent település Spanyolországban, Valencia tartományban. Carcaixent Alzira, Benimuslem, Rafelguaraf, Castelló de la Ribera, La Pobla Llarga, Benifairó de la Valldigna, Simat de la Valldigna, Xàtiva és Alberic községekkel határos. Lakosainak száma 21 317 fő (2024).

## Népesség
A település népessége az utóbbi években az alábbiak szerint változott:
| Lakosok száma | 20 678 | 21 119 | 21 695 | 21 735 | 20 779 | 20 613 | 20 483 | 20 358 | 20 498 | 21 317 |
|               | 2001   | 2004   | 2007   | 2009   | 2012   | 2014   | 2017   | 2019   | 2022   | 2024   |